# جوان ديديون
جوان ديديون (بالإنجليزية: Joan Didion)‏ (5 ديسمبر 1934 - 23 ديسمبر 2021) كاتبة أمريكية. في نهاية ستينيات القرن العشرين، جذب تحقيق صحفي لديديون الانتباه إلى الأقليات في كالفورنيا. ركزت كتاباتها السياسية غالبًا في معظمها على المغزى الضمني للخطابات. في عام 1991، كتبت أول مقالة إعلامية موجهة للعامة تقترح فيها أن المتهمين الخمسة في قضية سنترال بارك أُدينوا عن طريق الخطأ. في عام 2005، فازت بجائزة الكتاب الوطني عن فئة الأعمال غير الخيالية، وكانت من المرشحين النهائيين لكل من جائزتي دائرة نقاد الكتاب الوطنية وجائزة بولتيزر لأفضل سيرة حياة/سيرة ذاتية للعام عن قصتها التي حملت عنوان «سنة التفكير السحري». حولت الكتاب لاحقًا إلى مسرحية عُرضت أول مرة على مسرح برودواي عام 2007. في عام 2017، برز حديث عن ديديون في وثائقي على نيتفلكس بعنوان «المركز يتهاوى»، من إخراج ابن أخيها غريفين دون.

## بداية حياتها وتعليمها
ولدت جوان ديديون في 5 ديسمبر عام 1934، في ساكرامنتو، كاليفورنيا، لوالدها فرانك ريس ووالدتها إدوين ديديون (قبل الزواج جيريت). تتذكر ديديون أنها كانت تدون الأشياء منذ أن كان عمرها خمس سنوات، رغم أنها تقول بأنها لم تتخيل نفسها يومًا كاتبة حتى نُشر عملها. كانت تقرأ كل يمك أن تقع يدها عليه، حتى أنها كانت تحتاج إذنًا مكتوبًا من والدتها لتستعير كتب البالغين -خاصةً السير الذاتية- من المكتبة عندما كانت في عمر صغير. كانت معروفة بانها «طفلة خجولة، ومولعة بالكتب» ودفعت نفسها للتغلب على القلق الاجتماعي من خلال التمثيل والخطابة. التحقت ديديون بروضة الأطفال وبالصف الأول لكنها وبسبب أن والدها كان في سلاح الجو للجيش خلال الحرب العالمية الثانية ولأن عائلتها كانت تتنقل بشكل دائم، فإنها لم تذهب إلى المدرسة بشكل منتظم. عادت عائلتها إلى ساكرامنتو في عام 1934 أو بالأحرى بدايات عام 1944، وذهب والدها إلى ديترويت للتفاوض على عقود الدفاع الخاصة بالحرب العالمية الثانية. كتبت ديديون في مذكراتها لعام 2003 التي حملت عنوان من حيث أتيت أن التنقل في كثير من الأحيان جعلها تشعر بأنها دخيلة دائمة.
في عام 1956، تخرجت ديديون من جامعة كاليفورنيا، بيركلي بشهادة بكالوريوس في الآداب في الإنجليزية. فازت خلال سنتها الأخيرة في الجامعة بمسابقة مقالة «جائزة باريس» التي كانت برعاية مجلة فوغ، ومُنحت كجائزةٍ لها عملًا بصفتها مساعدة باحث في المجلة، نتيجة كتابتها قصة عن المهندس المعماري من سان فرانسيسكو ويليام ويلسون ورستر.

## أسلوبها الكتابي

### الصحافة الجديدة
تسعى الصحافة الجديدة إلى توصيل الحقائق من خلال السرد القصصي والتقنيات الأدبية. يوصف هذا الأسلوب أيضًا بأنه أسلوب إبداعي غير قصصي أو صحافة حميمية أو أنه أسلوب أدبي غير قصصي. يعتبر منعطفًا معروفًا في تاريخ الصحافة الأدبية الطويل في أمريكا. أشار توم وولف الذي حرر إلى جانب إي. دبليو. جونسون المختارات الأدبية التي حملت عنوان الصحافة الجديدة (1973)، وكتب بيانًا عن الأسلوب الذي جعل المصطلح يشتهر، إلى الفكرة بقوله «من الممكن كتابة الصحافة التي.. يمكن قراءتها وكأنها رواية». يميل الكتاب الصحفيون الجدد إلى الابتعاد عن «الحقائق فقط» ويركزون أكثر على حوار الموقف والسيناريوهات التي ربما عاشها المؤلف. يعطي الأسلوب للكاتب حرية إبداعية أكبر. يمكن أن يساعد ذلك في تمثيل الحقيقة والواقع كما يراها المؤلف بعينيه. عرض الشخصية هو فكرة رئيسية في الصحافة الجديدة. صوت المؤلف حاسم بالنسبة لقارئٍ يشكّل آرائه وأفكاره المتعلقة بالعمل.
تمثل مجموعة مقالات ديديون التي حملت عنوان التراخي نحو بيت لحم جزءًا كبيرًا مما تجسده الصحافة الجديدة في كشفها للخبرات والقيم الثقافية للحياة الأمريكية في ستينيات القرن العشرين. تُضمن ديديون مشاعرها الشخصية وذكرياتها فيما يقوله الراوي في البداية، إذ يصف فوضى الأفراد والطريقة التي ينظرون بها إلى العالم. ترفض ديديون هنا الصحافة التقليدية وتفضل بدلًا منها أن تنشئ نهجًا شخصيًا للمقالات، وهو أسلوب خاص بها.

## الوفاة
توفيت جوان ديديون في 23 ديسمبر 2021 عن عمر ناهز السابعة والثمانين.

## روابط خارجية
- جوان ديديون على موقع IMDb (الإنجليزية)
- جوان ديديون على موقع الموسوعة البريطانية (الإنجليزية)
- جوان ديديون على موقع مونزينجر (الألمانية)
- جوان ديديون على موقع ألو سيني (الفرنسية)
- جوان ديديون على موقع أول موفي (الإنجليزية)
- جوان ديديون على موقع قاعدة بيانات برودواي على الإنترنت (الإنجليزية)
- جوان ديديون على موقع قاعدة بيانات الأفلام السويدية (السويدية)
- جوان ديديون على موقع إن إن دي بي (الإنجليزية)
- جوان ديديون على موقع قاعدة بيانات الفيلم (الإنجليزية)
- جوان ديديون على موقع كينوبويسك (الروسية)